# Palazzina del segretario della cifra
La palazzina del segretario della cifra è un edificio progettato e costruito, dal 1730 al 1732, dall'architetto fiorentino Ferdinando Fuga, a compimento della "manica lunga" del Palazzo del Quirinale.

## Storia
Poco oltre le Quattro Fontane la palazzina, detta anche del Fuga, inserita nel complesso degli edifici che compongono il quadrilatero del Palazzo del Quirinale, ospita la dimora privata e lo studio dove il presidente della repubblica riceve gli ospiti.
Il completamento del lungo corpo di fabbrica della "manica lunga" fu realizzato sotto il pontificato di Clemente XII Corsini (1730-1740), con il tratto finale costituito appunto dalla palazzina del segretario della cifra, che chiude a levante il recinto di fabbriche che delimita i giardini del Quirinale.
Nel punto dove fu innalzata la palazzina del Fuga, sorgeva all'inizio del Settecento il casino del conte Francesco Maria Cantalmaggio di Gubbio, che nel 1625 era stato acquistato dalla Camera apostolica e destinato al comando delle guardie svizzere.
Ferdinando Fuga inglobò il casino nel nuovo edificio destinato ad accogliere, oltre al comando delle guardie svizzere, anche il segretario della cifra, alto prelato che apparteneva alla familia del papa ed era addetto alla cifratura della corrispondenza segreta del pontefice.
Il ruolo di familiare del papa cessava con la sede vacante. La familiaritas garantiva privilegi: non si era soggetti alla giurisdizione ordinaria, ma a quella del maggiordomo pontificio; non si pagavano le solutiones per spedire lettere riguardanti i propri benefici ecclesiastici; si percepiva il frutto di questi benefici ecclesiastici, anche se si viveva fuori sede; si era esenti da gabelle e da oneri camerali.
La palazzina fu ideata da Fuga in contrapposizione alle sequenze continue delle finestre della "manica lunga": l'edificio fu quindi elevato di un piano e scandito in verticale dal ritmo ascensionale delle fasce di conci. Fuga interrompeva la reiterata soluzione ritmica della manica lunga, sopprimendo anche il mezzanino, alzando il soffitto del piano nobile, sottolineandolo con un marcapiano e duplicando il piano nobile al piano superiore. Come elemento di collegamento con la manica lunga, mise il marcapiano del secondo piano allo stesso livello dei davanzali dell'ultimo piano della manica lunga.
Dopo il 1870 l'architetto napoletano Antonio Cipolla (1822-1874) ha modificato la palazzina, per adattarla ad abitazione di Vittorio Emanuele II, che tuttavia preferì occupare un appartamento, al piano terra del cortile d'onore, che si apriva sul parco. Dell'assetto settecentesco rimangono i prospetti e il portale verso il giardino. La fontana dei delfini - scolpita nel 1733 da Bernardino Ludovisi (1713-1749) su disegno di Ferdinando Fuga - che era nel cortile è stata ricollocata.
L'architetto Cipolla ridisegnò in stile neorinascimentale lo scalone di marmo, con nicchie per accogliere statue, e al primo piano creò un appartamento con varie stanze che furono decorate con pitture da Cecrope Barilli, da Domenico Bruschi e da Davide Natali. I soffitti neocinquecenteschi furono disegnati da Cipolla e intagliati a cassettoni da Luca Seri. L'appartamento aveva molte camere da letto, la stanza da bagno, la stanza per fumare, una saletta, un salone e una sala da pranzo. Al piano terreno e nei sotterranei trovarono posto i locali servizi e al secondo piano fu creato un secondo appartamento, per gli addetti alla persona del re. Le camere furono dotate di camini di marmo. Per la stanza a nord, destinata a Umberto, allora principe di Piemonte, e a sua moglie Margherita, per le loro visite a Roma, si predispose un moderno impianto di caloriferi, realizzato da una ditta di Milano. L'appartamento reale fu abitato da Vittorio Emanuele III, il quale, appena gli fu possibile, si trasferì con la famiglia a Villa Savoia, sulla via Salaria.
Nella sala, adibita a studio e a sala udienze del presidente della Repubblica, è esposta su una parete l'arazzo della Festa delle Driadi, tessuto a Bruxelles nel 1559-1560, su cartone di Joost Van Herzeel. Rappresenta tre divinità nel bosco sacro a Cerere, un episodio tratto dalle Metamorfosi di Ovidio.
Ferdinando Fuga ha anche realizzato la Coffee House del Quirinale, cui si accede dai giardini del Quirinale.